# NGC 513
NGC 513 (hay còn được gọi là PGC 5174 hoặc UGC 953), là một thiên hà xoắn ốc nằm trong chòm sao Tiên Nữ. Thiên hà này nằm cách Hệ Mặt trời khoảng 262 triệu năm ánh sáng và được nhà thiên văn học William Herschel phát hiện vào ngày 13 tháng 9 năm 1784 bởi.

## Lịch sử quan sát

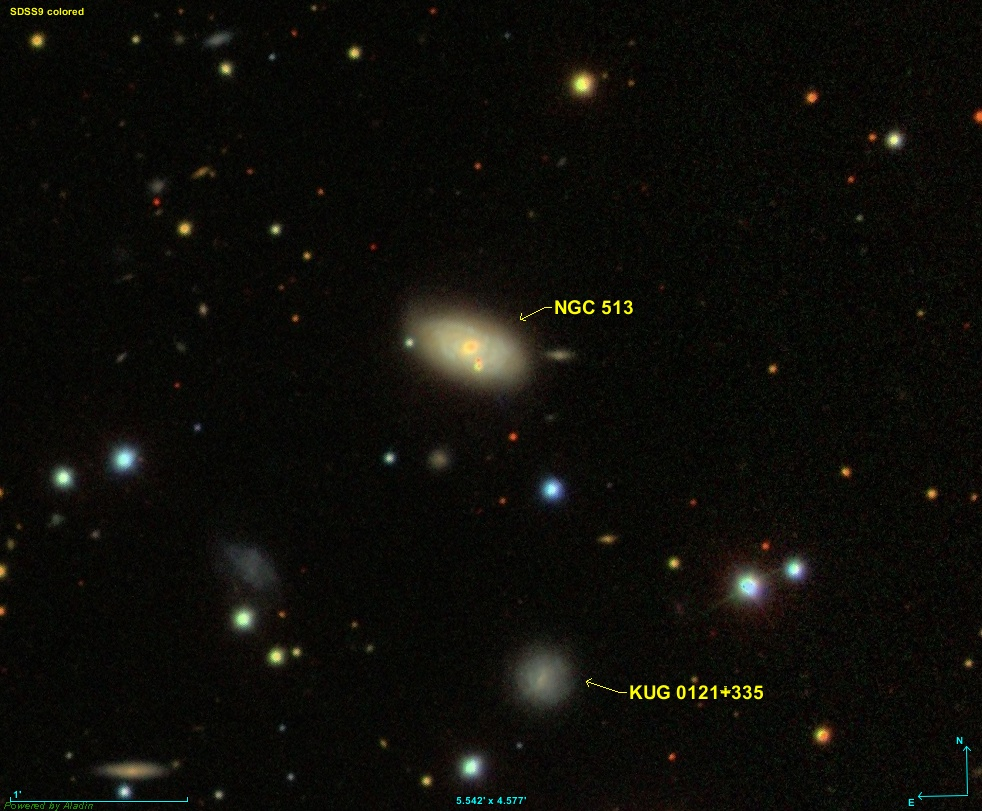
NGC 513 nhìn từ SDSS

Khi Herschel phát hiện ra vật thể này, ông đã ghi chú đơn giản là "sao". Như vậy, thiên hà này có lẽ đã bị nhầm lẫn với một ngôi sao. Herschel đã phát hiện ra thiên hà này cùng với nhiều vật thể khác trong một lần quan sát sử dụng Beta Andromedae làm sao tham chiếu. Vị trí được ghi nhận vào thời điểm đó chỉ lệch khoảng 30" so với UGC 953, do đó chúng thường được xem là cùng một vật thể. Trong Danh mục chung mới, John Louis Emil Dreyer đã mô tả thiên hà này là "ngôi sao mờ nhạt, nhỏ", điều này đã cho thấy NGC 513 đã bị xác định nhầm là một ngôi sao.